# 日本类蛭
日本类蛭（学名：Mimobdella japonica）为沙蛭科类蛭属的动物。分布于日本以及中国大陆的湖南、江苏、北京等地，多栖息于池塘和沼泽地以及营两栖生活。该物种的模式产地在日本。